# Alexander the Great, a Dramatic Poem

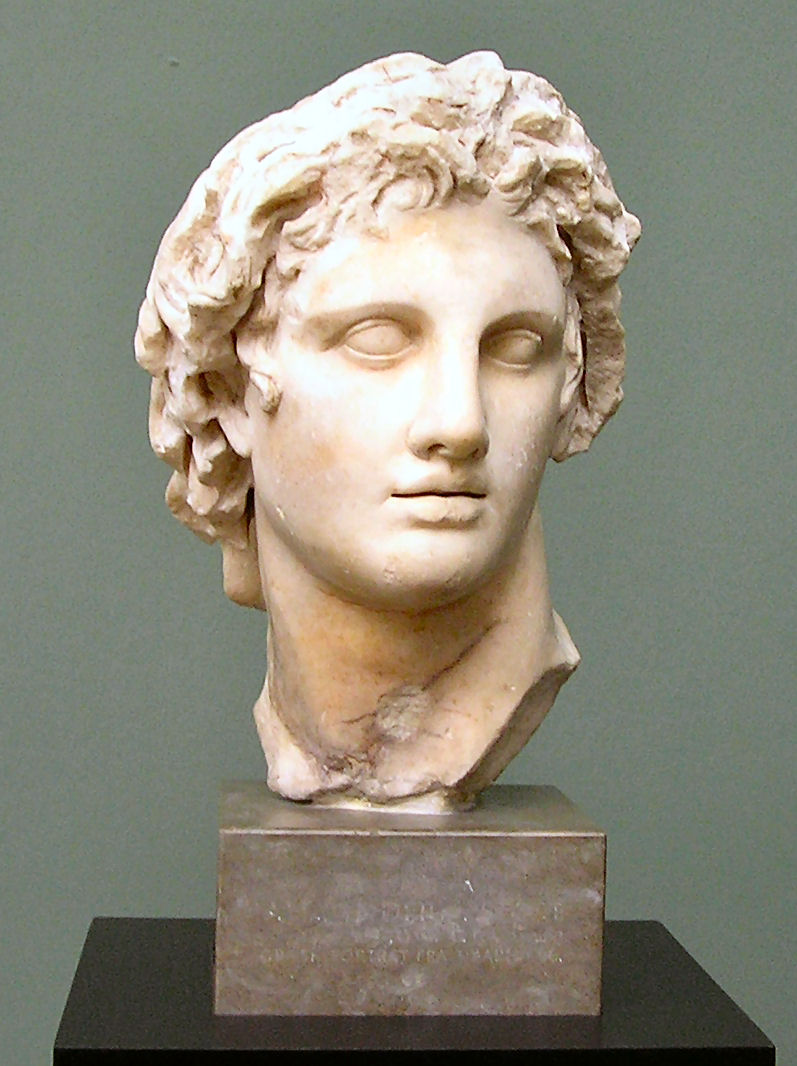
Aleksander Wielki

Alexander the Great, a Dramatic Poem – utwór irlandzkiego poety i dramaturga Aubreya Thomasa de Vere’a, opublikowany w Londynie w 1874 nakładem oficyny Henry S. King and Co. Utwór został opatrzony dedykacją "To the Memory of Coleridge". Opowiada o greckim władcy Aleksandrze Macedońskim i jego wojnie przeciwko Persom. Charakteryzuje się epickim rozmachem. W utworze występuje ponad trzydzieścioro bohaterów, nie licząc anonimowych statystów, żołnierzy i posłańców. Dramat jest napisany wierszem białym (blank verse). Zdaniem autorów Encyklopedii Brytyjskiej sztuka o Aleksandrze i kolejny dramat Aubreya Thomasa de Vere’a o św. Tomaszu z Canterbury though they contain fine passages, suffer from diffuseness and a lack of dramatic spirit.